# Nicole Hohloch
Nicole Seibert (Saarbrücken, 25 de octubre de 1964) es una cantante alemana.

## Biografía
Nacida en Saarbrücken, Alemania. Representó a Alemania en el Eurovisión 1982 con tan solo 17 años, donde ganó con la canción, "Ein Bisschen Frieden" ("Un Poco de Paz"), con música de Ralph Siegel y letra de Bernd Meinunger. Cuando cantó la canción al final de la votación interpretó partes de la canción en inglés, francés, neerlandés y español junto con la versión original en alemán.
La versión en inglés de la canción, "Un Poco de Paz" ("A Little Peace") se convirtió en la 500ª. canción en llegar al número 1 de las listas de popularidad en las listas inglesas.
Se han grabado versiones en francés ("La Paix sur Terre"), neerlandés ("Een Beetje Vrede"), español ("Un poco de paz"), danés ("En Smule Fred") y polaco ("Troszeczkę ziemi, troszeczkę słońca"). Ha sido una de las canciones que más votos ha recibido en la historia del festival, entre ellos, y por primera vez, un 12 de Israel.
También cantó para la cabecera de la serie anime Capitán Harlock, editada y publicada por Jupiter-Records. Desde entonces ha publicado numerosos discos y recibido numerosos premios. 
Nicole siempre ha estado especialmente comprometida con causas sociales, habiendo apoyado numerosas actividades en Filipinas, África y en colaboración con afectados por el Síndrome de Rett.

## Discografía

### Álbumes nacionales
- 1981, Flieg nicht so hoch, mein kleiner Freund
- 1982, Ein bißchen Frieden
- 1983, So viele Lieder sind in mir
- 1984, Weihnachten mit Nicole
- 1985, Gesichter der Liebe
- 1986, Laß mich nicht allein
- 1987, Moderne Piraten
- 1988, So wie du
- 1990, Für immer ... für ewig
- 1991, Und ich denke schon wieder an dich
- 1992, Wenn schon .. denn schon
- 1992, Weihnachten mit Nicole (Germany)
- 1993, Mehr als nur zusammen schlafen gehn
- 1994, Und außerdem
- 1996, PUR
- 1996, Nicole - Der private Premiummix
- 1997, Nicole's Party
- 1998, Abrakadabra
- 1998, Weihnacht Zuhause
- 1999, LIVE
- 1999, Visionen
- 1999, Weihnachten mit Nicole
- 2001, Kaleidoskop
- 2002, Ich lieb dich
- 2003, Zeit der Sterne
- 2004, Für die Seele
- 2005, Alles fließt
- 2006, Begleite mich
- 2006, Christmas Songs
- 2008,	Mitten ins Herz
- 2009,	Meine Nummer 1
- 2012,	Jetzt komm ich
- 2013,	Alles nur für Dich
- 2014,	Das ist mein Weg
- 2016,	Traumfänger
- 2017,	12 Punkte
- 2019,	50 ist das neue 25

### Álbumes internacionales
- 1982, A Little Peace (Corea)
- 1982, A Little Peace (Noruega)
- 1982, A Little Peace (Israel)
- 1982, A Little Peace (Grecia)
- 1982, A Little Peace (Gran Bretaña)
- 1982, A Little Peace (Yugoslavia)
- 1982, La Paix sur terre (Canadá)
- 1982, La Paix sur terre (Francia)
- 1982, En beetje Vrede (Países Bajos)
- 1982, En smule Fred (Dinamarca)
- 1982, Ses plus belles Chansons (Bélgica)
- 1982, Meine kleine Freiheit (Noruega)
- 1983, Butterfly (Corea)
- 1983, So viele Lieder sind in mir (Noruega)
- 1983, So viele Lieder sind in mir (Países Bajos)
- 1984, White Christmas by Nicole (Taiwán)
- 1984, Car il suffit d'une Chanson (Canadá)
- 1985, Gesichter der Liebe (Suecia)
- 1985, Gesichter der Liebe (Yugoslavia)
- 1987, Moderne Piraten (Corea)
- 1991, Und ich denke schon wieder an Dich (Corea)
- 1992, Song For The World (Sudáfrica)
- 1998, Got A Feeling (Sudáfrica)